# Шаріповського участка
Шарі́повського уча́стка (рос. Шариповского участка, башк. Шәрип участкаһы) — присілок у складі Краснокамського району Башкортостану, Росія. Входить до складу Новокаїнликівської сільської ради.
Населення — 117 осіб (2010; 156 у 2002).
Національний склад:
- башкири — 63 %

Стара назва — Шаріповський участок, Шаріповський Участок.